# Petr Borkovec

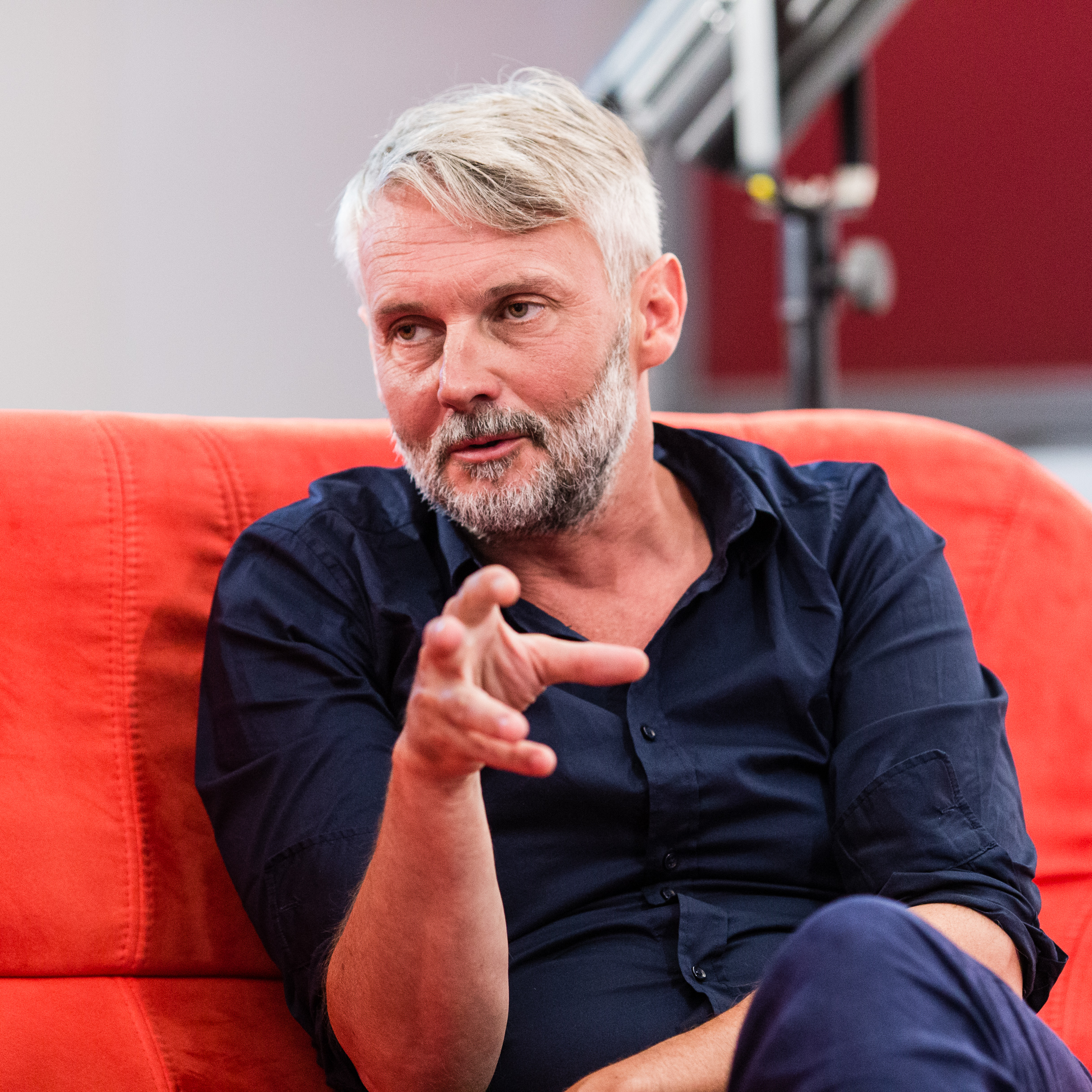
Petr Borkovec, 2019

Petr Borkovec (* 17. April 1970 in Louňovice pod Blaníkem) ist ein tschechischer Dichter, Übersetzer und Kulturredakteur.

## Leben
Petr Borkovec studierte ohne Abschluss tschechische Sprache und Literatur an der Karls-Universität Prag und war zwischen 1992 und 2016 Redakteur der Literaturzeitschrift Souvislosti. Er lebt in Černošice bei Prag.
Er arbeitete als Korrektor bei der Zeitung MF Dnes, als Redakteur für Belletristik bei Nakladatelství Lidové noviny (1995–1997) und redigierte die Wochenbeilage der Tageszeitung Lidové noviny Umění a kritika (1998–1999). 2000–2001 war Redakteur der Literární noviny.
Seit 2005 ist Borkovec im Verlag Fra tätig und auch verantwortlich für das literarische Programm des gleichnamigen Prager Literaturcafés.
Neben Lyrik verfasst Borkovec auch Kurzprosa, Lyrik für Kinder und übersetzt, vornehmlich russische Gedichte des 20. Jahrhunderts.

## Auszeichnungen
- 1995: Jiří-Orten-Preis für seinen Gedichtband Ochoz (=Umgang)
- 1995: Stipendium in Ottenheim bei Linz
- 2002: Norbert-C.-Kaser-Preis für den Band Polní Prace (=Feldarbeit)
- 2002: Hubert Burda Preis für junge Lyrik
- 2003: Hermann-Lenz-Preis
- 2003: 5. Dresdner Poetik-Dozentur zur Literatur Mitteleuropas
- 2004/05: DAAD-Stipendium in Berlin
- 2024: Dresdner Lyrikpreis

## Veröffentlichungen (Auswahl)
- Aus drei Büchern (=Ze tří knih). Gedichte. Tschechisch, Deutsch, übers. von Christa Rothmeier, Buchwerkstatt Thanhäuser 1995.
- Überfuhr (=Přívoz). Gedichte. Tschechisch, Deutsch, übers. von Christa Rothmeier, Buchwerkstatt Thanhäuser 1996.
- Feldarbeit (=Polní práce). Gedichte, übers. von Christa Rothmeier, Edition Korrespondenzen 2001. Auch als CD, gelesen vom Autor und Otto Sander.
- Nadelbuch (=Needle-book). Gedichte. Tschechisch-Deutsch, übers. von Christa Rothmeier, Edition Korrespondenzen 2003.
- Fünfter November und andere Tage. Gedichte 1990–1996, übers. von Christa Rothmeier, Edition Korrespondenzen 2006
- Aus dem Binnenland: drei Arten zu übersetzen (=Vnitrozemí: Vybrané a nové básně 1990-2005), übers. von Anne Hultsch und Tereza Utezeny, Thelem Verlag 2006.
- Amselfassade. Prosa und Gedichte, übers. von Christa Rothmeier, Friedenauer Presse 2006.
- Liebesgedichte (=Milostné básně), übers. von Christa Rothmeier, Edition Korrespondenzen 2014.
- Lido di Dante. Erzählungen, übers. von Christa Rothmeier, Edition Korrespondenzen 2018.
- Den Stock aufheben. Erzählungen, übers. von Lena Dorn, Edition Korrespondenzen 2024.

### Beiträge in Zeitschriften und Anthologien
- Gedichte, in: An den Toren einer unbekannten Stadt. Berliner Anthologie 2002. Hrsgg. von Ulrich Schreiber und Beatrice Faßbender, Alexander Verlag Berlin, ISBN 3-89581-088-6.
- Vor dem Schnee, in: Sprache im technischen Zeitalter, Nr. 179 (2006), S. 330–332.
- Das Aquarium, in: Sprache im technischen Zeitalter, Nr. 179 (2006), S. 333–334.